# الوليدية (جماعة مغربية)
الوَليدية (بالأمازيغية: ⵡⴰⵍⵉⴷⵉⴰ) هي جماعة مغربية ساحلية ذات طابع قروي، يتخللها مركز حضري يحمل نفس الإسم، تقع جماعة الوليدية بدائرة الزمامرة، إقليم سيدي بنور، جهة الدار البيضاء سطات، وتضم مشيختان و11 دورا. يبلغ عدد سكان المجال القروي للجماعة 10846 نسمة، ويبلغ عدد سكان المركز الحضري 7770 حسب الإحصاء العام للسكن والسكنى لسنة 2014.

## معرض الصور

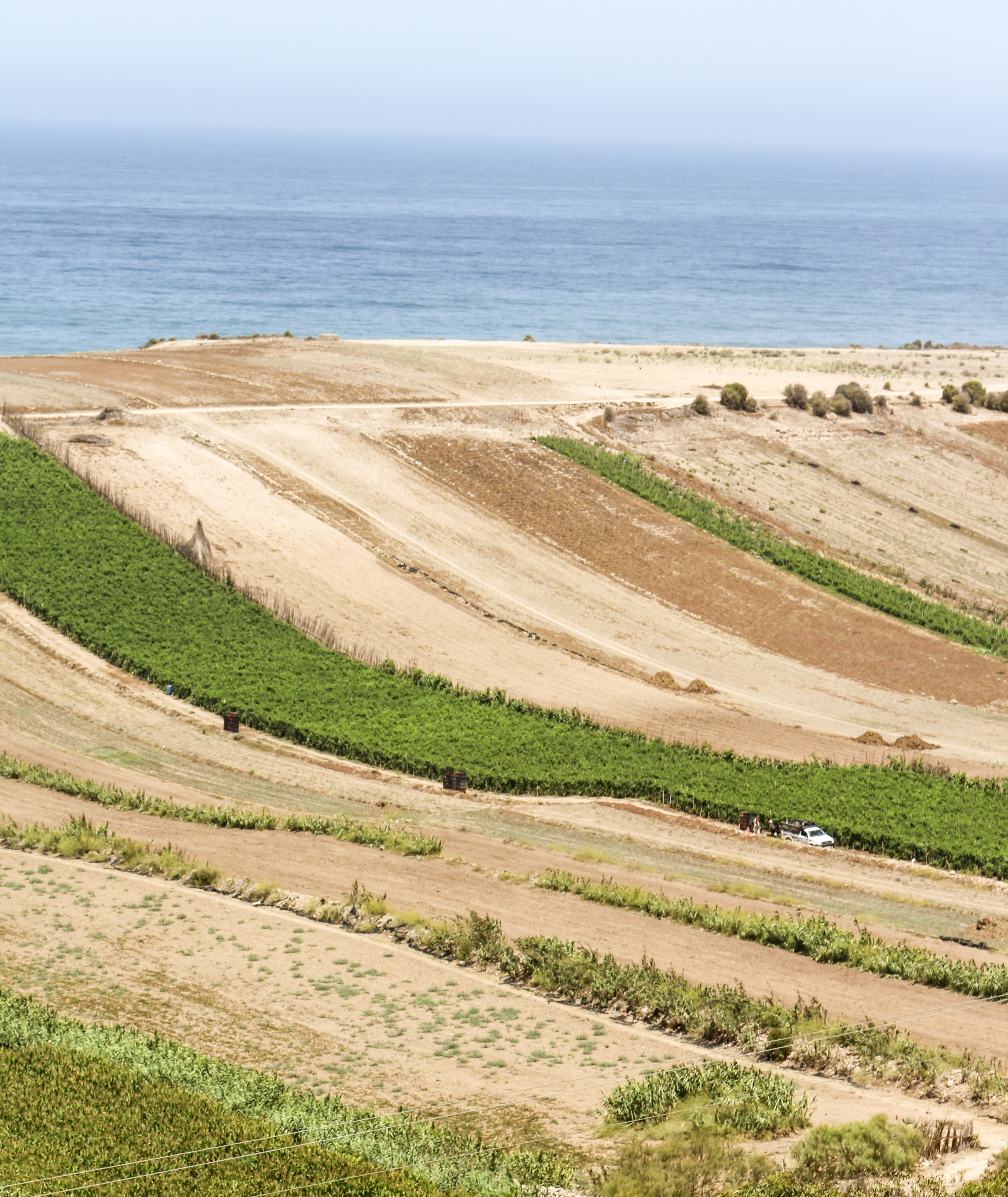
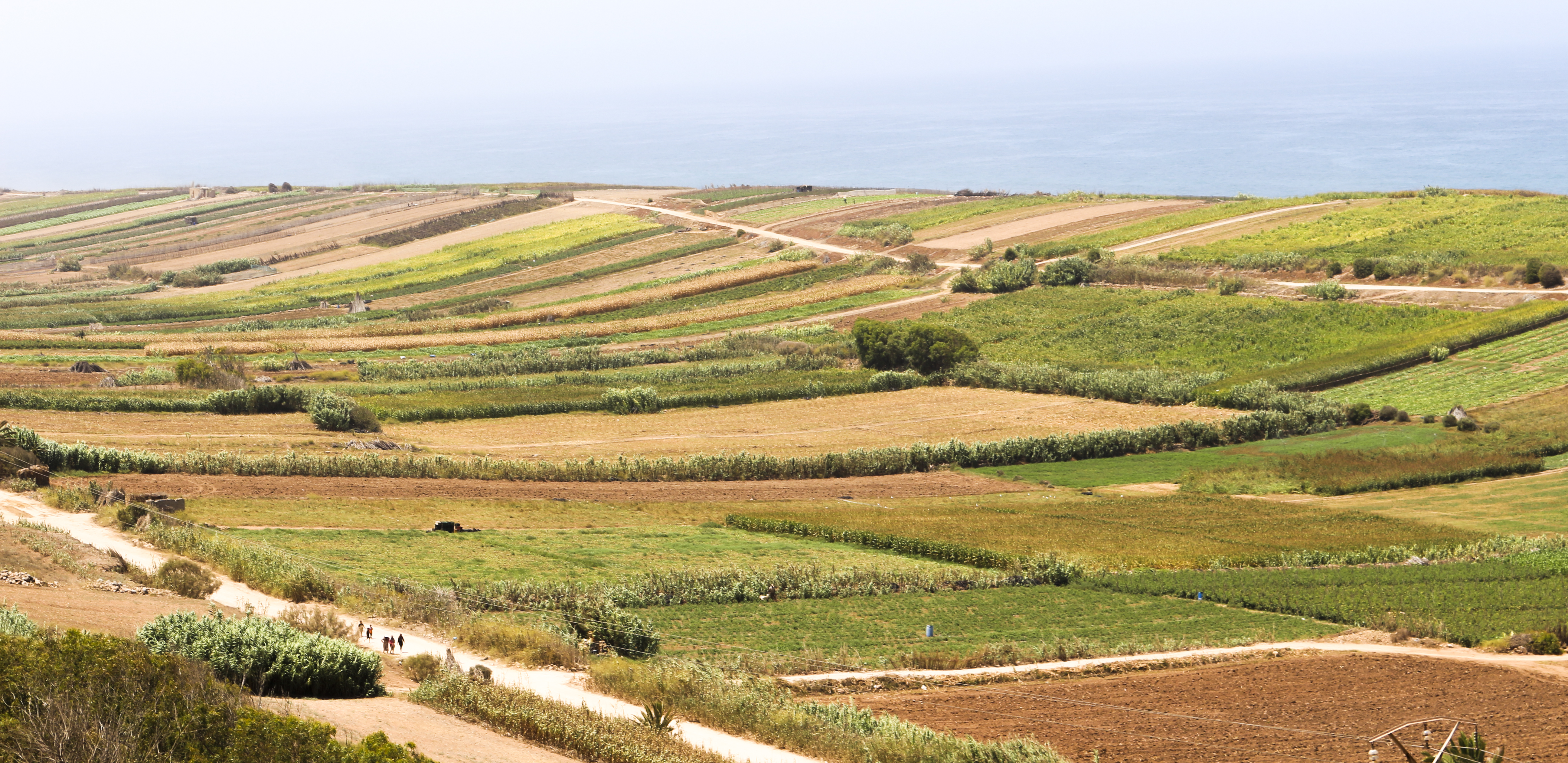
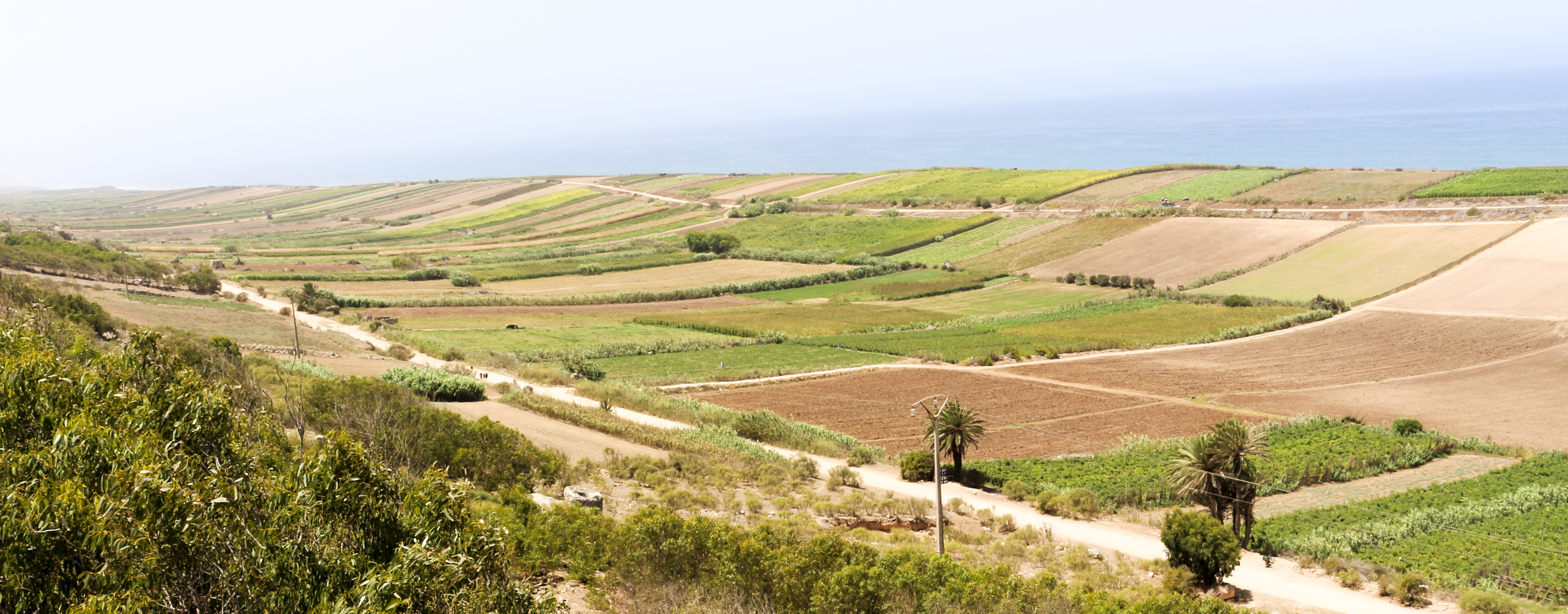
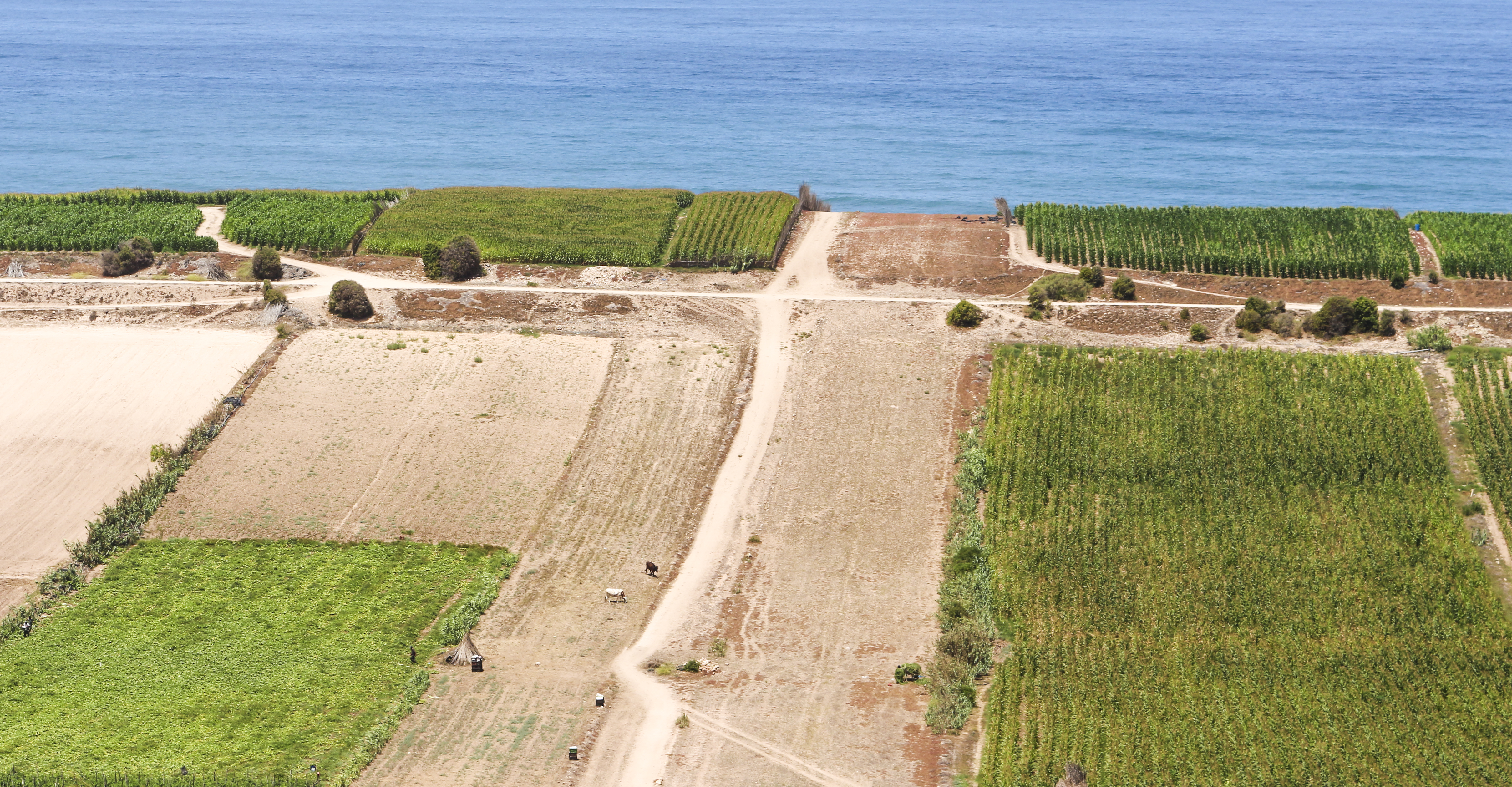
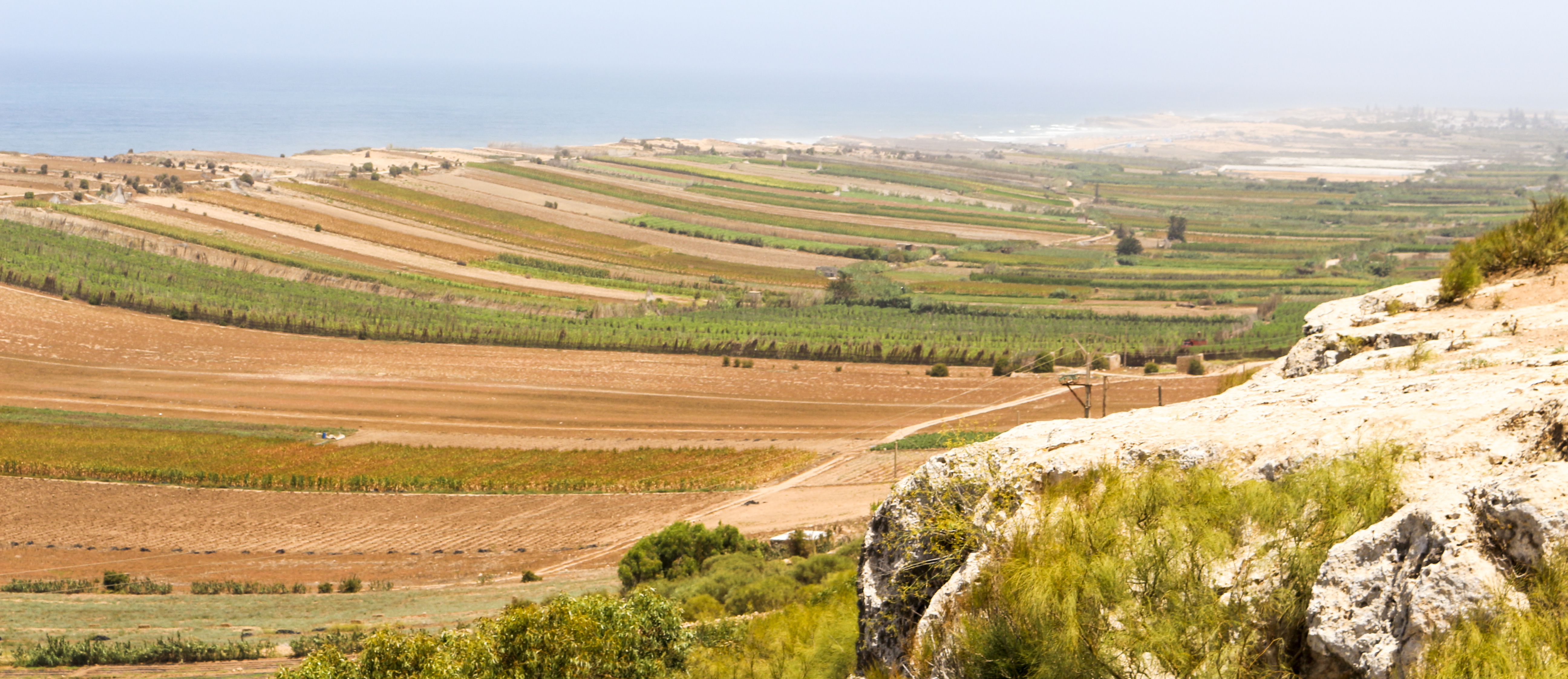
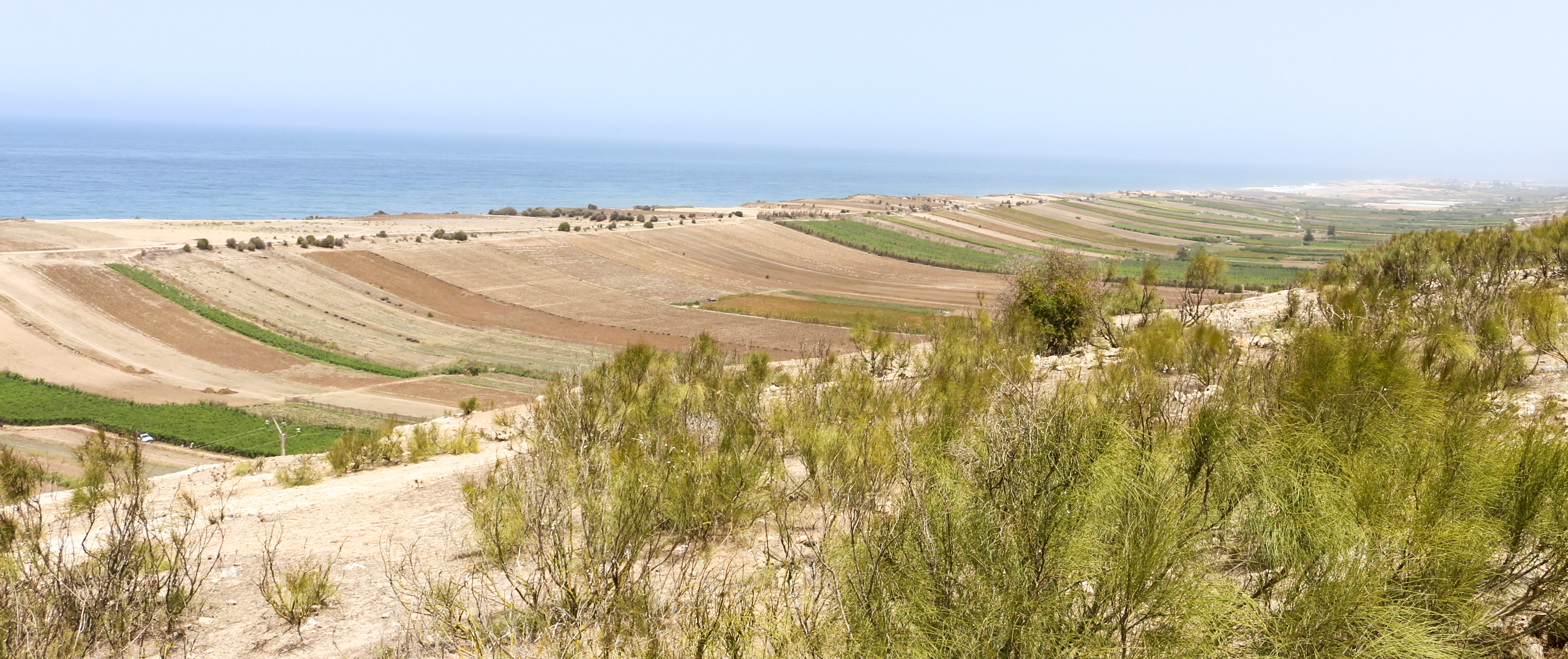

## التاريخ
تطورت منطقة الواليدية خلال فترة حكم السعديين، حيث قام السلطان الوليد بن زيدان السعدي ببناءها وتحصينها، وهو من أطلق عليها إسم “الوليدية”.عهد السلطان سنة 1634 إلى الهولنديين ببناء القصبة من أجل مراقبة وحراسة السواحل المحتلة من طرف الإبيريين، والدفاع عن الميناء. أما التاريخ القديم للمنطقة فيعود إلى القائد الحسكري حانون القرطاجي خلال العصر الخامس قبل الميلاد، الذي كان سيقيم في أحد الكهوب الستة المتواجدة بجرف الوليدية، والذي يسمى بغار "حمو الغازي".

## الجغرافيا
تتوفر جماعة الوليدية على شريط ساحلي أطلسي غربي، وتقع بين جماعة اولاد غانم شمالا ضمن إقليم الجديدة، وجماعة الغربية وأولاد سبيطة شرقا ضمن إقليم سيدي بنور، وجماعة ايير جنوبا ضمن إقليم أسفي.

## اقتصاد

### الصيد البحري
يعتبر الصيد البحري من أهم الموارد الاقتصادية لجماعة الوليدية، حيث تعتبر من أهم مناطق تربية المحار في المغرب، بسعة تصل إلى 7 أحواض لتربية المحار، و4 محطات للتطهير، لتكون ثاني أكبر منتج للمحار في المغرب بعد مدينة الداخلية 

### السياحة
يعتبر منتجع الوليدية من أكثر الشواطئ التي تستقبل الزوار خلال فصل الصيف على الساحل الأطلسي الشمالي، بفضل بحيرته الساحلية. يجذب شاطئ الوليدية عشاق ركوب الأمواج والتزلج على الماء، وعشاق فواكه البحر، كما يوفر تجربة الإبحار مع الدلافين. تأسسا في الواليدية أول مدرسة لتعلم ركوب الأمواج في المغرب سنة 1991.

#### البنية التحتية السياحية
- سعة فندقية مصفة تبلغ 216 سرير
- شقق وفيلات للكراء
- المخيمات الصيفية
- منتجعات سياحية

#### المؤهلات السياحية الطبيعية
- شاطئ رملي
- بحيرة ساحلية
- جرف بحري

#### الأنشطة السياحية

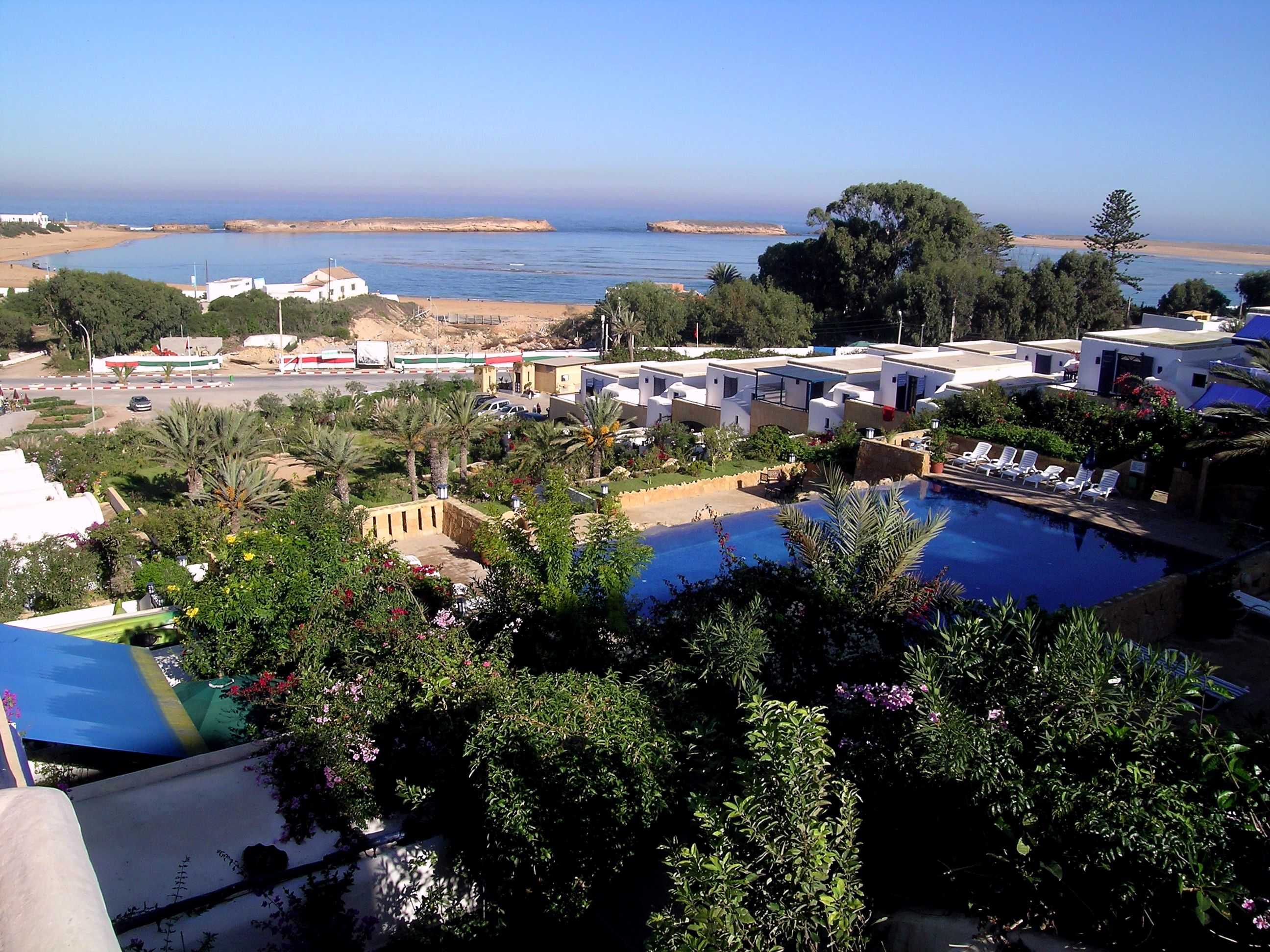
بحيرة الوليدية

- ركوب الأموا
- مراقبة الطيور الحريةبحيرة الوليدية
- ركوب الخيل
- زيارة سوق السبت الأسبوعي[10]

### الفلاحة
تشتهر جماعة الوليدية بإنتاج الخضراوات، خاصة الطماطم والجزر، حيث تعمل التعاونيات الفلاحية المتخصصة في المنطقة على تصدير الطماطم، كما استفادت المنطقة من مشاريع للسقي بمياه البحر المحلاة.

## السكان

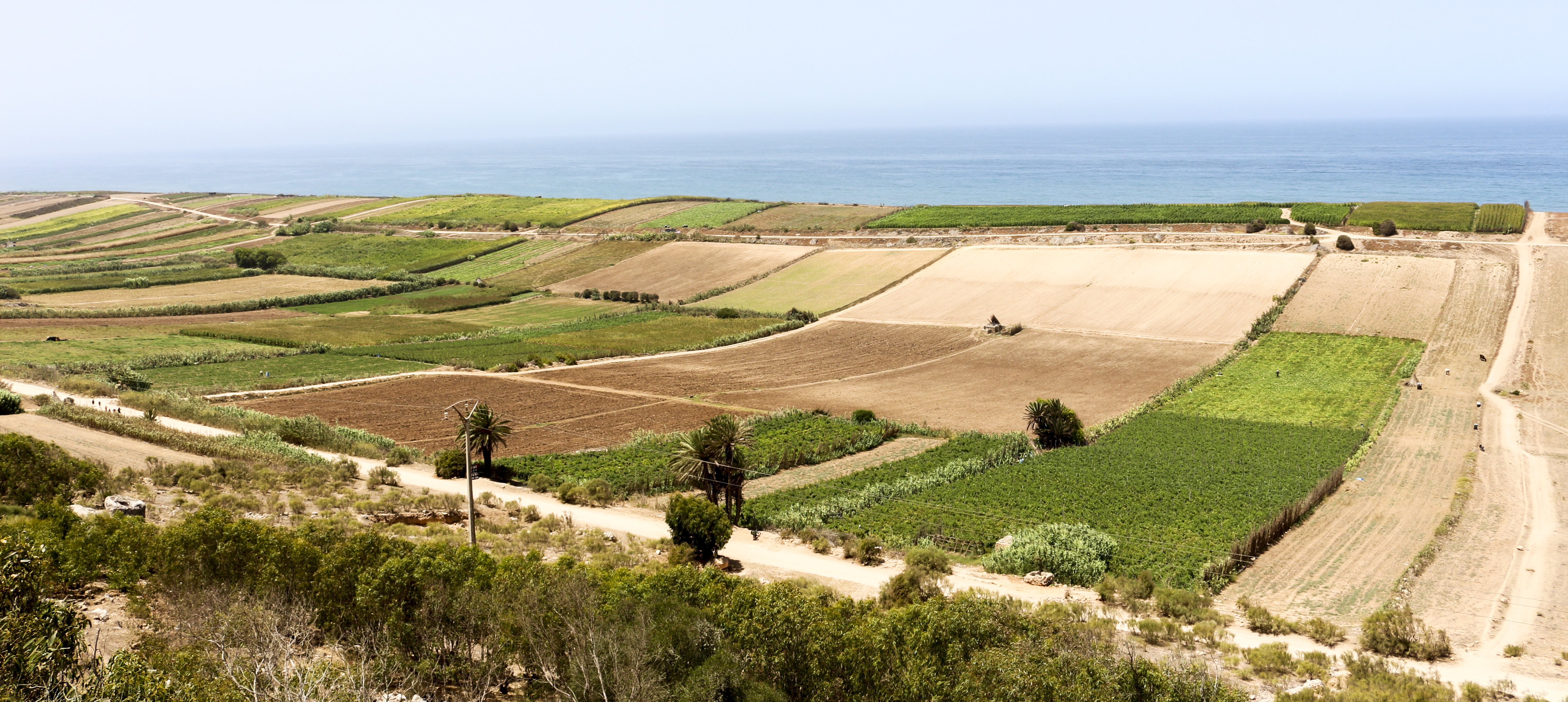
منطقة فلاحة ساحلية بجماعة الوليدية

يبلغ عدد سكان المجال القروي لجماعة الوليدية 10.846 نسمة، حسب إحصاء سنة 2014، في حين تبلغ الكثافة السكانية 72.82 نسمة في كم²، ويبلغ عدد الأسر في الجماعة 1910 أسرة. يبلغ معدل النشاط في الجماعة 47.97، ويبلغ معدل التمدرس 86.64، ويبلغ معدل الأمية 53.61.

## دواوير جماعة الوليدية[6]
| اسم الدوار         | عدد سكان الدوار | المشيخة          | النوع     |
| ------------------ | --------------- | ---------------- | --------- |
| اولاد يوسف         | 1489            | الواليدية        | دوار مجمع |
| الباكير            | 1758            | الواليدية        | دوار مجزأ |
| اولاد هلال         | 2489            | الواليدية        | دوار مجزأ |
| الرحامنة           | 1269            | الواليدية        | دوار مجزأ |
| بير الجمل          | 815             | القليعة الكرارمة | دوار مجزأ |
| مولاي شكاكان       | 517             | القليعة الكرارمة | دوار مجمع |
| الكرارمة           | 581             | القليعة الكرارمة | دوار مجمع |
| القليعة            | 472             | القليعة الكرارمة | دوار مجزأ |
| الدهاهجة الساحل    | 614             | القليعة الكرارمة | دوار مجمع |
| السيايرة الساحل    | 397             | القليعة الكرارمة | دوار مجزأ |
| اولاد الحاج الطاهر | 445             | القليعة الكرارمة | دوار مجمع |

## أعلام
- حسن الطير